# Římskokatolická farnost České Heřmanice
Římskokatolická farnost České Heřmanice je územním společenstvím římských katolíků v orlickoústeckém vikariátu královéhradecké diecéze.

## O farnosti

### Historie
První písemná zmínka o Českých Heřmanicích je z roku 1226. První zmínka o místním farním kostele je však až ze zakládací listiny biskupství v Litomyšli z roku 1350.

#### Přehled duchovních správců
- 2005–2017 P. Bernard Jiří Špaček, OP (administrátor ex currendo z Horní Sloupnice)
- 2017 (srpen–říjen) P. František Beneš, SDB (administrátor ex currendo z Horní Sloupnice)
- 2017–2018 R.D. ThLic. Vladislav Brokeš, PhD. (administrátor ex currendo z Ústí nad Orlicí)
- od 1. 1. 2019 R.D. ThLic. RNDr. Tomáš Reschel (administrátor ex currendo z Horní Sloupnice)

### Současnost
Do roku 2019 je farnost spravována ex currendo z Horní Sloupnice.
| Kostel                     | Místo           | Bohoslužba                                    | Bohoslužba                                    | Poznámka        |
| -------------------------- | --------------- | --------------------------------------------- | --------------------------------------------- | --------------- |
| Kostel sv. Jakuba Staršího | České Heřmanice | neděle úterý                                  | 8.00 17.00 v zimě, 18.00 v létě               | farní kostel    |
| Kostel sv. Vojtěcha        | Tisová          | 2x ročně (pouť a výročí posvěcení), jinak ne. | 2x ročně (pouť a výročí posvěcení), jinak ne. | filiální kostel |
| Kostel sv. Jana Křtitele   | Vračovice       | poslední sobota v měsíci                      | 18.00 v zimě, 19.00 v létě                    | filiální kostel |